# Ignacio Salcedo
Pour les articles homonymes, voir Salcedo.
Ignacio Salcedo, de son nom complet Ignacio María Salcedo Sánchez, est un footballeur espagnol né le 22 mai 1947 à Madrid. Il évoluait au poste de milieu de terrain.

## Biographie
Ignacio Salcedo est joueur de l'Atlético de Madrid de 1969 à 1977,,.
Avec l'Atlético, il est Champion d'Espagne en 1970,.
Salcedo remporte également la Coupe d'Espagne en 1971-72. Il s'illustre en marquant un but lors de la finale disputée face au Valence CF,.
Il remporte à nouveau le Championnat en 1973. Cette même saison, il brille lors de la Coupe des coupes, en étant l'auteur d'un doublé lors du 2e tour face au CSKA Moscou. Il marque également un doublé en championnat face au Celta Vigo, pour ce qui constituera le seul doublé de sa carrière en Liga,.
Salcedo dispute à deux reprises la campagne de Coupe des clubs champions. En 1970-1971, il se met en évidence en inscrivant un but en quart de finale contre le Legia Varsovie. L'Atlético s'incline en demi-finale face à l'Ajax Amsterdam. Par la suite, en 1973-1974, il marque un but lors du premier tour contre le club turc de Galatasaray. L'Atlético progresse jusqu'en finale, en s'inclinant contre le Bayern Munich (match nul 1-1 puis défaite 0-4), Salcedo est titulaire lors des deux matchs,.
Il est ensuite titulaire lors du match retour contre le CA Independiente lors de la Coupe intercontinentale de 1974. Le club madrilène remporte alors la consécration internationale à l'issue de la compétition,.
Sur un dernier titre de Champion d'Espagne, il quitte l'Atlético en 1977,.
Salcedo joue au total avec l'Atlético 167 matchs en première division espagnole pour 19 buts marqués. Au sein des compétitions européennes, il dispute 8 matchs de Coupe des clubs champions pour 2 buts marqués, 8 matchs de Coupe des vainqueurs de coupe pour 3 buts marqués et 5 matchs de Coupe UEFA/Coupe des villes de foire pour 1 but marqué. Il joue également un match en Coupe intercontinentale.
Ignacio Salcedo rejoint ensuite le Canada pour terminer sa carrière sous les couleurs du Blizzard de Toronto en 1978.

## Palmarès
Atlético de Madrid
| - Championnat d'Espagne (3) : - Champion : 1969-70, 1972-73 et 1976-77. - Vice-champion : 1973-74. - Coupe d'Espagne (2) : - Vainqueur : 1971-72 et 1975-76. - Finaliste : 1974-75. |  | - Coupe intercontinentale (1) : - Vainqueur : 1974. - Coupe des clubs champions : - Finaliste : 1973-74. |